# Maurizio Gucci
Maurizio Gucci (Florence, 26 september 1948 – Milaan, 27 maart 1995) was een Italiaanse zakenman en hoofd van het modehuis Gucci. Hij was de zoon van Rodolfo Gucci en kleinzoon van de oprichter van het bedrijf, Guccio Gucci. Op 27 maart 1995 werd hij vermoord door een huurmoordenaar die was ingehuurd door zijn ex-vrouw Patrizia Reggiani.

## Vroege leven en loopbaan
Maurizio Gucci werd geboren op 26 september 1948 in Florence als enig kind van acteurs Rodolfo Gucci en Sandra Ravel. Hij is vernoemd naar de artiestennaam van zijn vader, Maurizio D'Ancora. Zijn moeder overleed toen hij vijf jaar oud was. In 1972 verhuisde Gucci naar New York om samen met zijn oom Aldo Gucci voor het bedrijf Gucci te werken.
Nadat zijn vader in 1983 overleed erfde hij 50% van de aandelen in Gucci. Sindsdien voerde hij een juridische strijd tegen Aldo en diens zoons, die gezamenlijk de andere helft van het bedrijf bezaten, om de controle over Gucci.
Nadat Aldo, op zoek naar wraak, hem had beschuldigd van het vervalsen van de handtekening van zijn vader om het betalen van successierechten te vermijden, vluchtte Maurizio in 1986 naar Zwitserland om vervolging te voorkomen. Hij werd aanvankelijk schuldig bevonden, maar werd later vrijgesproken.
Ondertussen hadden de jaren 1980 zich gekenmerkt door massaproductie van Gucci-producten die weliswaar inkomsten genereerde, maar de positie van Gucci als exclusief luxemerk negatief beïnvloedde. Maurizio wilde van Gucci weer het prestigieuze luxemerk maken, maar zijn oom Aldo en zijn neven deelden niet in die visie. Maurizio had niet het geld om ze uit te kopen, dus bedacht hij een plan om een externe investeringsbank te gebruiken om dat te doen en hem de leiding te geven. Aldus geschiedde en in 1988 werd 47,8% van Gucci gekocht door het in Bahrein gevestigde investeringsfonds Investcorp.
In 1989 werd Maurizio benoemd tot voorzitter van de Gucci-groep. Van 1991 tot 1993 maakte het bedrijf echter aanzienlijke verliezen. Maurizio Gucci werd beschuldigd van extravagante uitgaven in de hoofdkantoren van het bedrijf in Florence en Milaan. Hij verkocht zijn resterende bedrijfsaandelen in 1993 voor $ 170 miljoen aan Investcorp, waarmee er een einde kwam aan de banden van de familie Gucci met het bedrijf.

## Relaties
In 1972 trouwde Gucci met Patrizia Reggiani. Zijn vader, Rodolfo Gucci, keurde hun huwelijk aanvankelijk niet goed en noemde Patrizia "een sociale klimmer die alleen maar aan geld denkt". Het stel kreeg twee dochters, Alessandra en Allegra. Alessandra Gucci werd geboren op 28 juni 1976 en Allegra Gucci op 27 januari 1981.
Na de geboorte van hun eerste kind draaide Rodolfo bij. Hij kocht voor het stel allerlei vastgoed, waaronder een luxe penthouse in de Olympic Tower in New York, waar ze begin jaren tachtig woonden. In 1982 verhuisden ze terug naar Milaan. Het inmiddels beroemde koppel had nog meer vastgoed, waaronder een chalet in St. Moritz, Zwitserland, en het zeiljacht The Creole.
Sinds de jaren 1970 was Reggiani de adviseur van Gucci geweest, maar na het overlijden van Gucci's vader in 1983 en de daaropvolgende juridische strijd met zijn oom en neven, begon het te schuren tussen de twee. Gucci ging zich meer en meer ergeren aan de constante bemoeienis van Reggiani in het bedrijf. Op 21 maart 1985 vertelde Gucci zijn vrouw dat hij op een korte zakenreis naar Florence ging. De volgende dag, 22 maart, stuurde hij een vriend om zijn vrouw te vertellen dat hij niet terug zou komen en dat het huwelijk voorbij was. De twee waren na twaalf jaar de facto gescheiden.
Van 1984 tot 1990 had Gucci een relatie met Sheree McLaughlin Loud, een Amerikaans model uit Orange, Connecticut. De twee ontmoetten elkaar in de Sardijnse stad Porto Cervo tijdens een zeilevenement voor de aankomende America's Cup van 1987. Zowel Gucci als McLaughlin Loud was destijds met een ander getrouwd. McLaughlin Loud scheidde in 1988 van haar man, waarop Gucci voor haar een appartement in New York huurde. Gucci betaalde voor McLaughlin Loud om regelmatig met Concorde tussen de Verenigde Staten en Europa te vliegen om hem te bezoeken.
Loud kreeg in 1988 een baan bij Sotheby's en verhuisde naar Londen, waardoor het voor haar en Gucci gemakkelijker werd om elkaar te zien. Loud beweerde dat Gucci niet wilde dat ze naar Milaan verhuisde, omdat hij dacht dat de strikte sociale codes en de Milanese socialites "ze allebei ellendig zouden maken". In hetzelfde jaar dwong Gucci zijn overgebleven familieleden uit het modebedrijf. De spanningen tussen Gucci en zijn aanstaande ex-vrouw, Patrizia Reggiani, en het constante reizen begonnen McLaughlin Loud in 1989 echter zwaar te vallen. Ze vertelde Gucci dat ze hun relatie wilde beëindigen. Ze wilde settelen, een gezin stichten en "een normaal leven leiden". Zij en Gucci beëindigden uiteindelijk hun relatie. Gucci verklaarde dat hij zich meer op het bedrijf wilde concentreren en zich wilde verzoenen met zijn twee dochters uit zijn vorige huwelijk.
In 1990 begon Gucci te daten met Paola Franchi, een jeugdvriendin die zijn huwelijk met Reggiani nog had bijgewoond, nadat de twee elkaar hadden ontmoet in een privéclub in St. Moritz, Zwitserland. Beiden kwamen uit een ongelukkig huwelijk. Franchi werd de inwonend partner van Gucci, met wie ze een luxe appartement aan de Corso Venezia in Milaan deelde. Toen Gucci's scheiding van Reggiani in 1994 werd afgerond, begon hij plannen te maken om met Franchi te trouwen.

## Moord
Op 27 maart 1995 werd Gucci neergeschoten door een huurmoordenaar bij de ingang van zijn kantoor in Milaan. Zijn ex-vrouw Patrizia Reggiani werd in 1998 veroordeeld voor het regelen van de moord. Volgens de aanklagers waren de motieven van Reggiani een mengeling van jaloezie, geld en wrok jegens haar voormalige echtgenoot. Ze zat 18 jaar in de gevangenis en werd in oktober 2016 vrijgelaten.

## In populaire cultuur
Een film geïnspireerd op het verhaal, getiteld House of Gucci, werd geregisseerd door Ridley Scott, met Lady Gaga als Patrizia Reggiani en Adam Driver als Maurizio Gucci. House of Gucci werd op 24 november 2021 in de Verenigde Staten uitgebracht door United Artists Releasing.
De familie Gucci heeft een verklaring afgegeven over de portrettering van de familie en de moord: "Hoewel de film beweert het 'waargebeurde verhaal' van de familie te vertellen, is het verhaal allesbehalve accuraat, en toont het Aldo Gucci – president van het bedrijf gedurende 30 jaar – en andere leden van de Gucci-familie die de hoofdrolspelers waren van goed gedocumenteerde gebeurtenissen, als hooligans, onwetend en ongevoelig voor de wereld om hen heen."
In 2022 bracht Maurizio's jongste dochter, Allegra Gucci, haar boek Game Over (Italiaans: Fine del Giochi) uit, dat gaat over de nasleep van de moord op haar vader en de veroordeling van haar moeder.